# Unimäe
Koordinaten: 58° 17′ N, 22° 28′ O
Unimäe (deutsch Unnimeggi) ist ein Dorf (estnisch küla) auf der größten estnischen Insel Saaremaa. Es gehört zur Landgemeinde Saaremaa (bis 2017: Landgemeinde Lääne-Saare) im Kreis Saare.

## Einwohnerschaft und Lage
Das Dorf hat sechs Einwohner (Stand 31. Dezember 2021). Seine Fläche beträgt 5,01 km².
Der Ort liegt drei Kilometer nördlich der Inselhauptstadt Kuressaare. Er wurde erstmals 1542 urkundlich erwähnt.